# 赤沢自然休養林

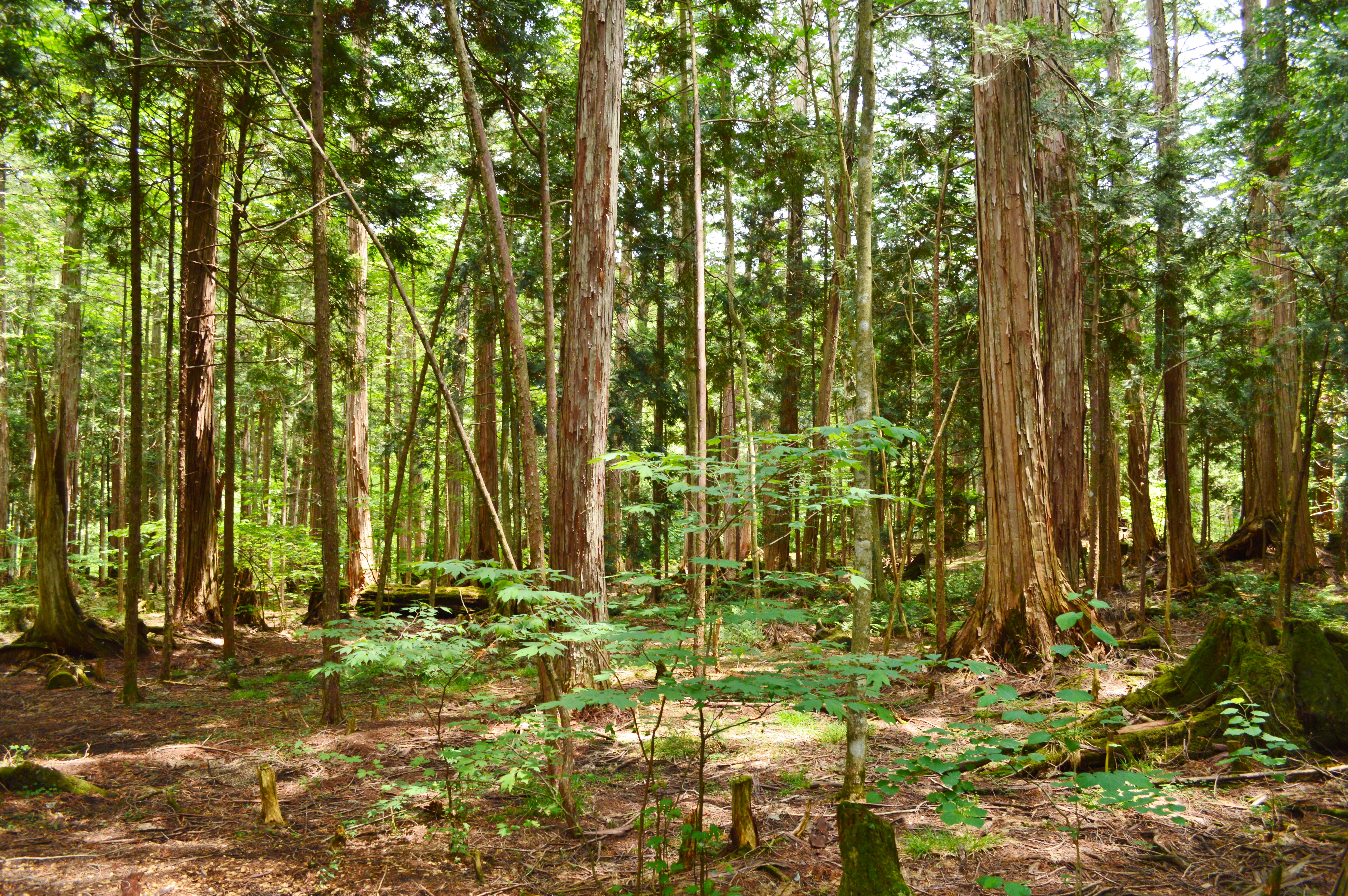
赤沢自然休養林

赤沢自然休養林（あかさわしぜんきゅうようりん）は、長野県木曽郡上松町にある林野庁中部森林管理局管轄の国有林であり、それに付随する公園地の名称である。赤沢美林ともいう。樹齢300年を超える木曽ヒノキの天然林があり、2001年（平成13年）に環境省のかおり風景100選に、2006年（平成18年）に林野庁の森林セラピー基地に指定されている。現在、平均利用者数は年間10万人。

## 概要

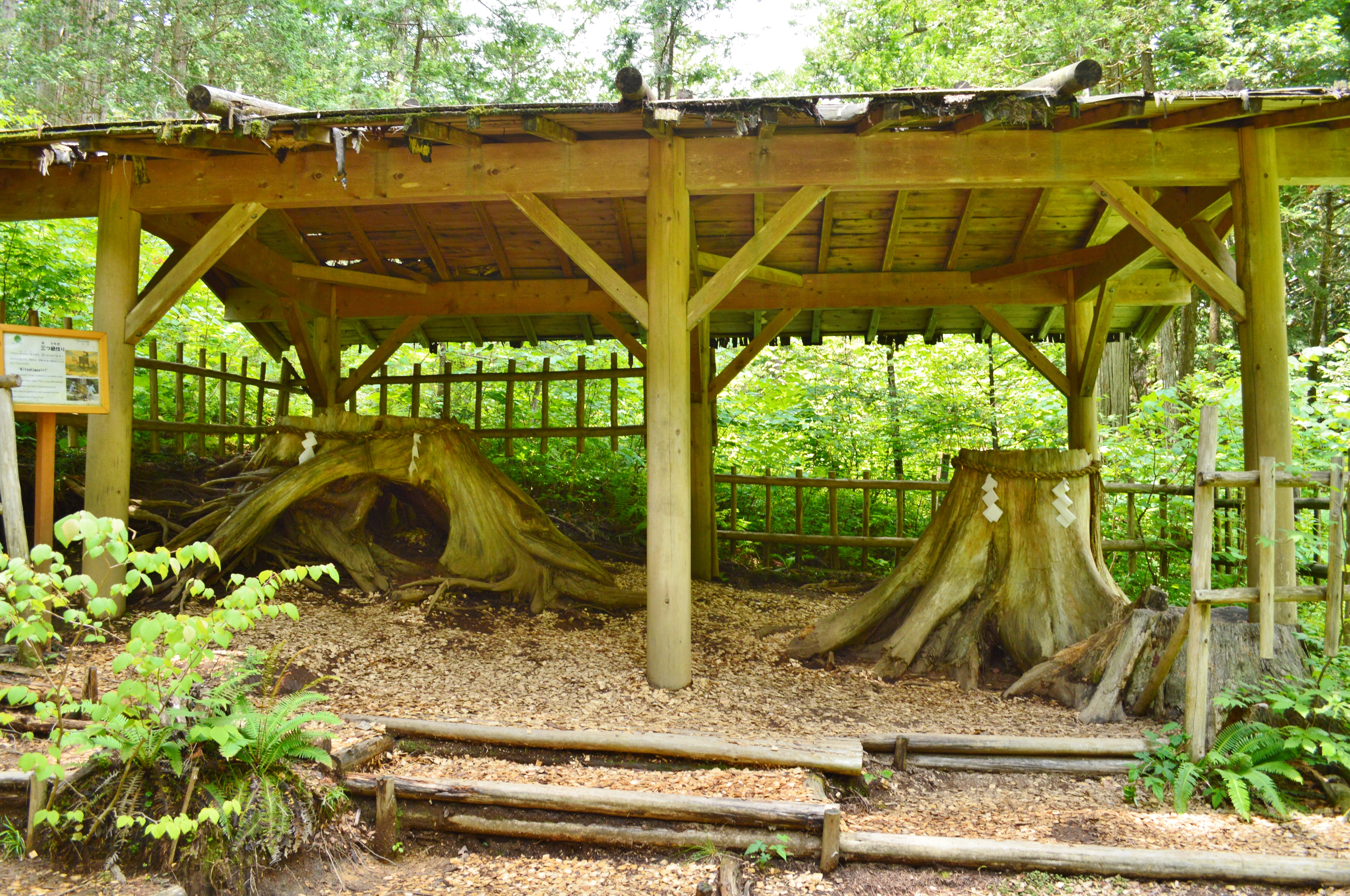
昭和60年の伊勢神宮内宮・外宮の御神木伐採跡

日本における森林浴発祥の地とされる。もともとは伊勢神宮などの御神木・建築用材を産出する森林地であり、近世は全国の城郭建設資材の供給地から尾張藩の厳しく管理する留山となり、明治以降皇室財産の御料林（のちに神宮備林）、戦後は1947年（昭和22年）林政統一により国有林に編入。永年に渡り木材を出荷していたが、外材の輸入増加にともなう林業の不振により、全国初の自然休養林として公園に変更する。全8つの森林浴コースが開放されており、車椅子やベビーカーでも散策可能な「ふれあいの道」から、公園外周をつなぐ7-10kmのコースなど、バリエーションに富む。
森林を構成する樹種は、木曽ヒノキを中心とした針葉樹。ヒノキの他にサワラ、ネズコ（クロベ）、アスナロ（ヒバ）、コウヤマキなどが分布する。樹齢は平均300年と推定されるが、これは江戸時代の文献や、倒木の年輪の調査を重ねて算定された。近年、この一帯のヒノキ林はアスナロ林への遷移が危惧されている。
なお林班図によると、カラマツやスギは植林木が点在するのみで、天然更新樹はほとんどみられない。
森林の標高は1,080-1,558m、面積は約760ha。年間平均気温は8℃で、夏季は爽やかな涼しさが楽しめる一方、冬季は内陸性気候特有の厳寒に見舞われる。積雪は1mを超えることもあり、冬季間の散策は困難。
園内では木曽森林鉄道の車両や資料が保存されている。1985年（昭和60年）、神宮式年遷宮御杣始祭の運行（御用材運搬に活用）が放映されて話題となり、1987年（昭和62年）から週末などの乗車体験が可能となった。
2016年に林野庁「木曽悠久の森」に指定され、200年後の森林形成を目指した保護管理が開始されている。

## 開園期間
原則ゴールデンウィークから11月初旬まで

## 主な施設

せせらぎの里赤沢

- 赤沢森林交流センター （研修室兼イベントギャラリー、木工品販売所、車椅子トイレ、最盛期の案内所）
- 森林資料館 （林業の資料、木曽五木解説）
- 森林鉄道（4月下旬～11月7日まで運行。軌道整備日を除く）
- 森林鉄道記念館 （運行資料、客車、理髪車、貴賓車、蒸気機関車展示）
- 赤沢セラピー体験館　（森林浴の健康増進や、森林ガイドの案内・交流に利用される）
- せせらぎの里赤沢　（食事処。基本的に開園期間中の火曜日定休）
- バーベキューハウス（要予約）
  - 屋外は森林保護のため火気厳禁である

## 森林浴コース
- ふれあいの道：往復2.8km、60分　…1996年（平成8年）に完成。全線、木道等で整備済み。
- 駒鳥コース：2.7km、70分　…半周に森林セラピーロードを内包する。
- 向山（むかいやま）コース：2.0km、60分
- 中立（なかだち）コース：2.1km、60分
- 冷沢（つめたざわ）コース：3.3km、110分
- 上赤沢コース：2.2km、80分
- 渓流コース：1.5km、40分
- 渓流コース（姫宮ルート）：3.5km、120分

## 赤沢森林鉄道

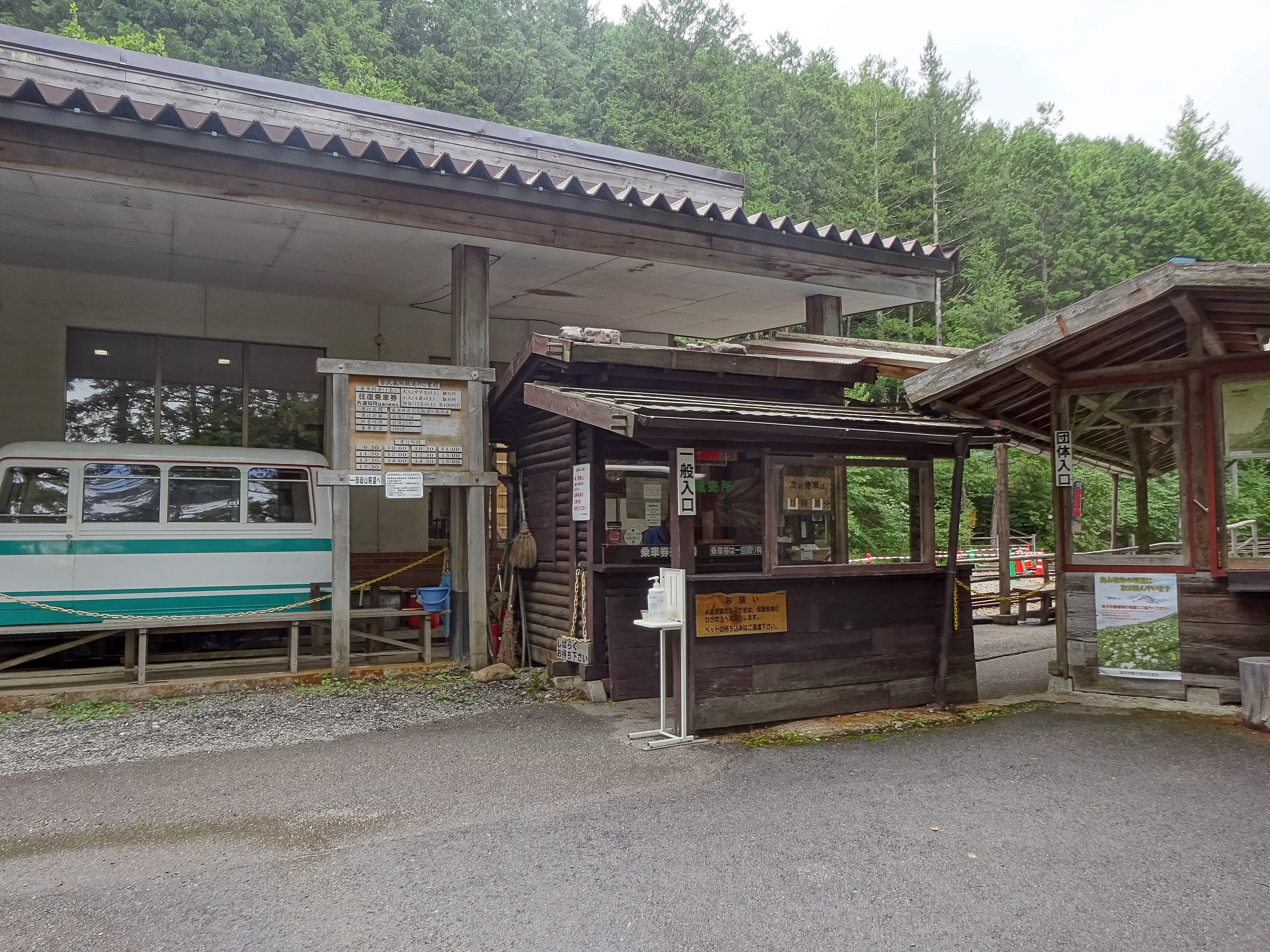
森林鉄道博物館の前にある森林鉄道チケット売り場

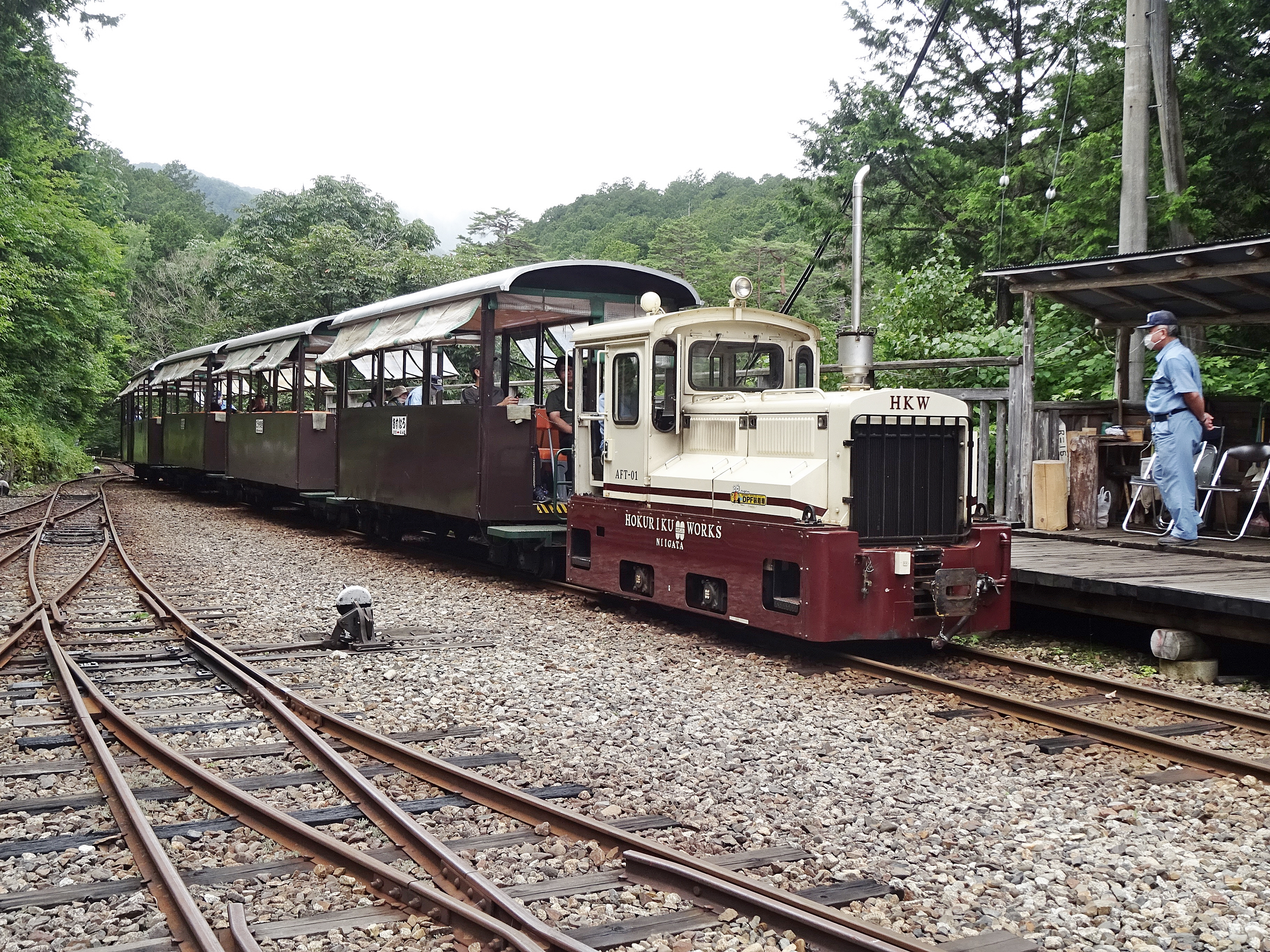
森林鉄道博物館停車場

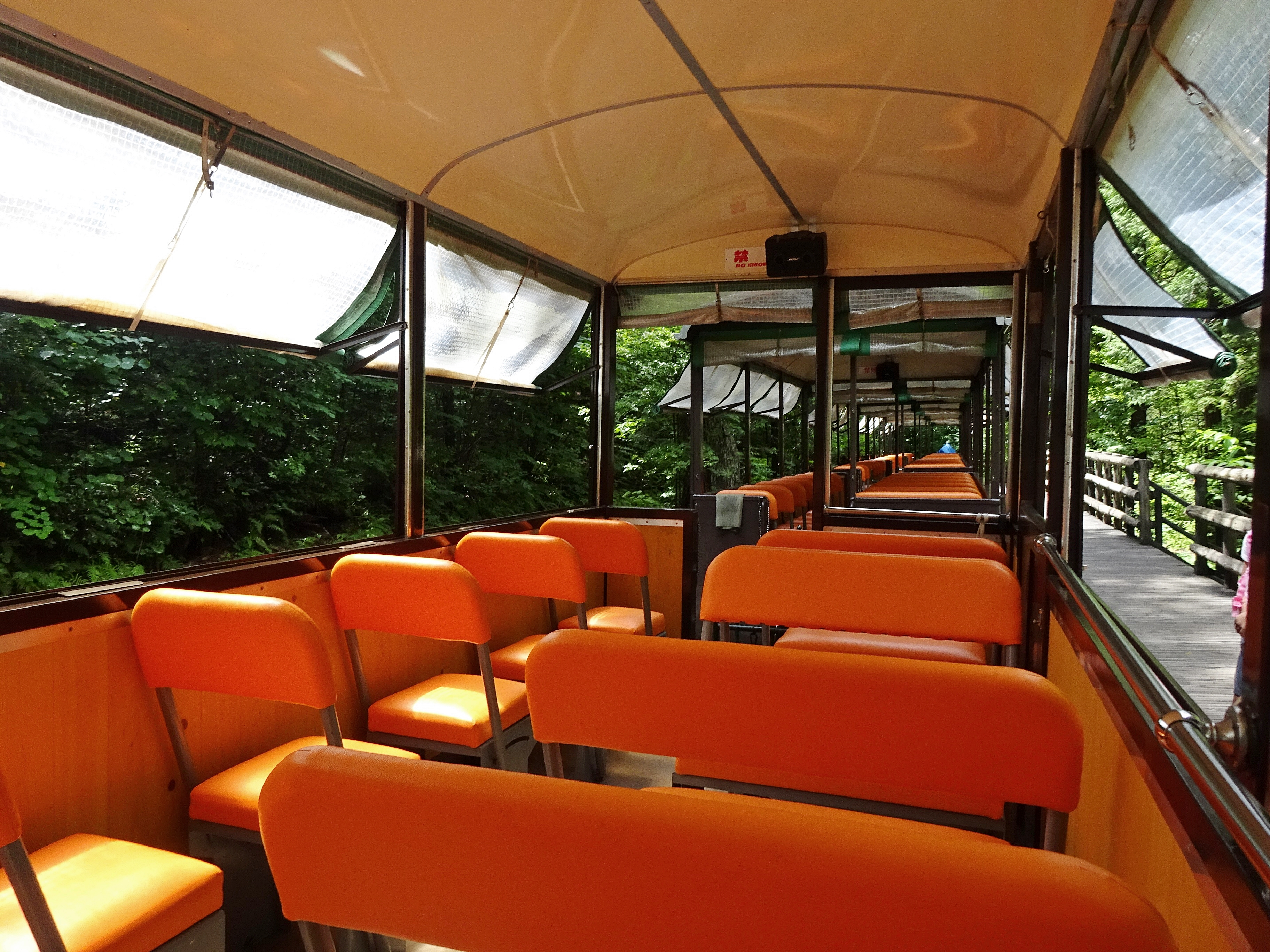
客車内部

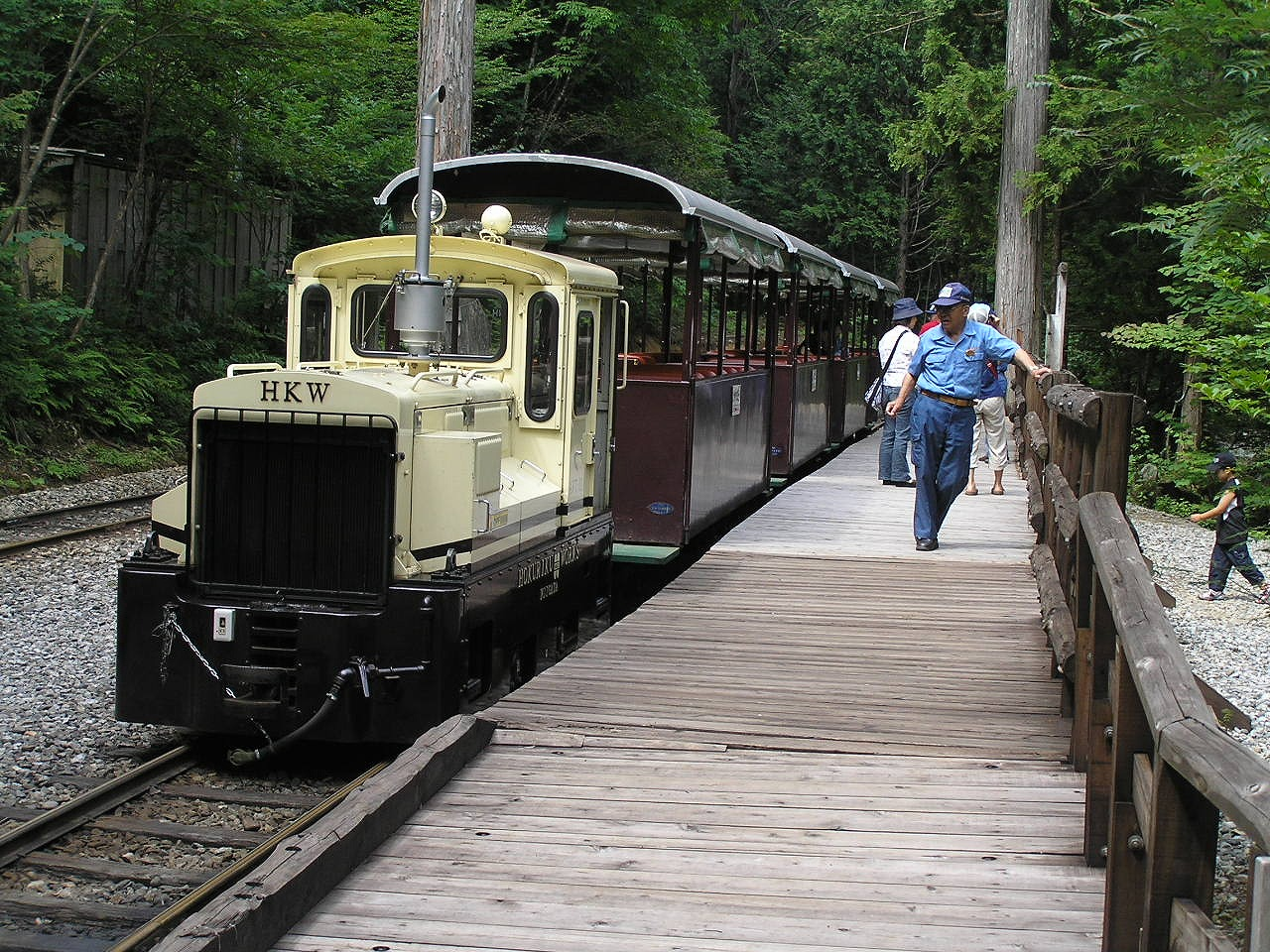
終着丸山渡停車場

赤沢自然休養林の奥部には、1,170m（往復約2.3km）の区間に渡って森林鉄道が敷設されているが、これは木曽森林鉄道が廃止後に多くの復活の期待にこたえ、長野営林局や上松営林署などにより当時の面影を残すべく保存されたものである。現在ではこの休養林最大のアトラクションになっている。

### 歴史
当初は木材の運搬方式として「木曽式伐木運材法」という、川の流れを利用した方法がとられていたが、水力発電用のためのダム建設が進み川の利用が困難になったため、代替運搬手段として、森林鉄道が敷設された。1916年（大正5年）の上松 - 赤沢間の小川線を皮切りに、スギの伐採の最盛期にはほぼ木曽郡全体を網羅していたが、その後、運搬の主役がトラックに移行するにつれ次第に寂れ、1975年（昭和50年）に国内最後の森林鉄道はついに消滅した。
- 詳しくは木曽森林鉄道を参照。

### 復活
1985年（昭和60年）には復活した森林鉄道による伊勢神宮の御用材運搬があり、それをきっかけに、再度の運行を求める声があがり、上松町では観光客誘致の思惑と重なり、1987年（昭和62年）7月25日に、乗車運行が開始された。当初は夏休期間に限った運行だったが、現在は開園期間の土、日曜・祝日にも拡充された。列車はディーゼル機関車が牽引するが、当時の主役の蒸気機関車であるアメリカ製ボールドウィンも静態保存されている。なお、ボールドウィンは製造メーカーの名称にちなんだ愛称で、正式な型番はB1リアタンク型である。

### ボールドウィン
最盛期には10台を越えるボールドウィンが輸入され活躍したが、当初の導入予定直後に第1次世界大戦が勃発したことから、アメリカから直接輸送されるはずの1号機が到着前に、オーストラリアを経由し、輸入した2号機が先に到着したという逸話が残る。また、これらのボールドウィンの煙突は、本来のそれとは異なり、独自の形状を施されているが、これは第2次世界大戦中の燃料不足の際に、石炭ではなく小枝を燃料に使うため火災防止の目的で試行錯誤が繰り返され、現在の形になった。本来は玉ねぎ型の丸みを帯びた形状である。ゆえにこの形状の煙突は世界でも、木曽森林鉄道でしか見られないユニークなものである。
- ボールドウィン1号機
- ボールドウィン1号機・動輪
- ボールドウィン1号機の後位

熱効率が約7%と悪い蒸気機関車から、40%の熱効率を誇るディーゼル機関車への置換が始まり1960年（昭和35年）には最後まで残った3両も現役を退く。最後まで残った3両のうち1両は木曽に保存され、2両はアメリカで引き取り手が現れ、帰国の途についた。現在でもその2両は、現地で動態保存されている。

### ギャラリー
- 赤沢森林鉄道の北陸重機工業製ディーゼル機関車
- 赤沢森林鉄道のモーターカー
- 赤沢森林鉄道のモーターカー

## 交通アクセス
- 公共交通機関：JR中央本線上松駅よりタクシー
  - 開園期間中は木曽福島駅・上松駅からおんたけ交通バスが運行
- マイカー：長野自動車道塩尻インターチェンジ・中央自動車道中津川インターチェンジより国道19号経由で約90分
  - 園内整備や遊歩道整備のため駐車場は有料となっている（乗用車1日600円）